# Eophileurus pectoralis
Eophileurus pectoralis är en skalbaggsart som beskrevs av Gilbert John Arrow 1914. Eophileurus pectoralis ingår i släktet Eophileurus och familjen Dynastidae. Inga underarter finns listade i Catalogue of Life.